# Oued Irharrhar
Oued Irharrhar är en sänka i Algeriet.   Den ligger i provinsen Ouargla, i den nordöstra delen av landet, 500 km sydost om huvudstaden Alger.